# Stade Santa Lucía
Le stade Santa Lucía (espagnol : Estadio Santa Lucía) est un stade de football basé à Malacatán au Guatemala.
L'enceinte d'une capacité de 7 000 places accueille les matchs du Deportivo Malacateco.